# Крессі (Каліфорнія)
Крессі (англ. Cressey) — переписна місцевість (CDP) в США, в окрузі Мерсед штату Каліфорнія. Населення — 366 осіб (2020).

## Географія
Крессі розташоване за координатами 37°25′16″ пн. ш. 120°39′20″ зх. д. / 37.42111° пн. ш. 120.65556° зх. д. (37.421030, -120.655690).  За даними Бюро перепису населення США на 2010 рік переписна місцевість мала площу 4,55 км², уся площа — суходіл.

## Демографія
Згідно з переписом 2010 року, у переписній місцевості мешкали 394 особи в 114 домогосподарствах у складі 90 родин. Густота населення становила 87 осіб/км².  Було 123 помешкання (27/км²).
Расовий склад населення:
| - 64,2 % — білих - 3,8 % — азіатів - 0,8 % — корінних американців - 0,3 % — вихідців з тихоокеанських островів - 0,3 % — чорних або афроамериканців - 24,1 % — осіб інших рас |

До двох чи більше рас належало 6,6 %. Частка іспаномовних становила 49,5 % від усіх жителів.
За віковим діапазоном населення розподілялося таким чином: 27,7 % — особи молодші 18 років, 58,1 % — особи у віці 18—64 років, 14,2 % — особи у віці 65 років та старші. Медіана віку мешканця становила 35,8 року. На 100 осіб жіночої статі у переписній місцевості припадало 98,0 чоловіків;  на 100 жінок у віці від 18 років та старших — 96,6 чоловіків також старших 18 років.
Середній дохід на одне домашнє господарство  становив 63 448 доларів США (медіана — 50 625), а середній дохід на одну сім'ю — 69 213 долари (медіана — 51 705). Медіана доходів становила 50 375 доларів для чоловіків та 34 167 доларів для жінок. За межею бідності перебувало 26,3 % осіб, у тому числі 40,7 % дітей у віці до 18 років та 5,1 % осіб у віці 65 років та старших.
Цивільне працевлаштоване населення становило 134 особи. Основні галузі зайнятості: сільське господарство, лісництво, риболовля — 38,8 %, освіта, охорона здоров'я та соціальна допомога — 19,4 %, виробництво — 12,7 %, будівництво — 10,4 %.